# 요세관성 산증
요세관성 산증(尿細管性酸症, Renal tubular acidosis, RTA)은 콩팥이 적절하게 소변을 산성화하지 못하여 체내에 산이 축적되는 일이 수반되는 질병의 하나이다. 신장생리학에서 혈액이 콩팥에 의해 여과되면 여과액은 네프론의 요세관을 통해 이동하며 방광에 도달하기 전에 염류, 산, 기타 용질이 요세관에서 교환된다. RTA에 의해 발생하는 대사성 산증은 산성을 띄는 수소 이온(H+)이 먼쪽세관으로 충분히 분비되지 못했거나, 염기성을 띄는 중탄산염 이온이 토리쪽세관의 여과액에서 충분히 재흡수되지 못하여 발생한다. 대사성 산증은 만성 신부전 환자에서도 발생하지만, RTA라는 용어는 콩팥의 기능은 정상적이지만 소변을 잘 산성화하지 못하는 경우에 사용한다. 각기 다른 증상과 원인을 가지는 여러 다른 종류의 RTA가 존재한다. RTA는 대부분 혈액 검사에서 나온 비정상적인 결과로 인해 부수적으로 발견된다. 임상적으로는 탈수, 의식 상태 변화, 청소년기의 성장 지연 등 비특이적인 증상들을 보일 수 있다.
산증(acidosis)이라는 단어는 RTA가 혈액에 과다한 산이 존재하도록 만들어 혈액의 pH를 낮춘다는 뜻을 가진다. 혈액의 pH가 정상치 밑(7.35)으로 떨어진 경우 이를 산혈증(acidemia)라고 한다. RTA에 의해 유발되는 대사성 산증은 정상 음이온 차이 산증으로 나타난다.

## 유형
유형 1, 2, 4의 개요는 아래와 같다. (유형 3은 일반적으로 현대의 분류에서 제외된다)
| 유형       | 유형 1                                          | 유형 2                                  | 유형 4                                                                        |
| ---------- | ----------------------------------------------- | --------------------------------------- | ----------------------------------------------------------------------------- |
| 위치       | 집합세관                                        | 근위 세뇨관                             | 부신                                                                          |
| 산혈증     | 예 (매우 심각)                                  | 예                                      | 온화한 정도                                                                   |
| 칼륨       | 저칼륨혈증                                      | 저칼륨혈증                              | 고칼륨혈증                                                                    |
| 병리생리학 | 알파 사이세포가 H+의 분비 및 K+의 재흡수에 실패 | 토리쪽세관 세포가 HCO3−의 재흡수에 실패 | 알도스테론의 결핍, 영향에 대한 저항 (저알도스테론증 또는 가성 저알도스테론증) |

### 제3형 RTA: 복합 근위 및 말단 RTA
일부 환자의 경우, 요세관성 산증은 dRTA와 pRTA 두 개의 기능을 공유한다.

### 제4형 RTA: 절대 저알도스테론증 또는 알도스테론 무감각
제4형 RTA는 실제로 관장애가 아니며, 위에 언급되는 다른 종류의 RTA와 비슷한 임상적 증후군을 가지고 있지 않다.
병인에는 다음과 같은 것들이 있다.
- 알도스테론 결핍(저알도스테론증)
- 알도스테론 저항성

## 역사
요세관성 산증은 1935년 라이트우드에 의해, 어린이를 대상으로는 1936년 버틀러(Butler) 등에 의해 처음 기술되었다. 성인을 대상으로는 1945년 Baines 등이 처음 기술하였다.

## 같이 보기
- 카를로스 2세 (스페인)